# Lialis jicari
Espèce
Synonymes
- Alopecosaurus cuneirostris Lindholm, 1905
- Alopecosaurus cuneirostris var. inornata Lindholm, 1905

Lialis jicari est une espèce de geckos de la famille des Pygopodidae.

## Répartition
Cette espèce est endémique d'Indonésie.

## Description
Il s'agit d'un saurien apode et ovipare.
L'holotype de Lialis jicari mesure 300 mm, queue non comprise. Cette espèce a la face dorsale jaunâtre clair ou brun rosâtre et est tachetée de noirâtre. Elle présente une légère ligne vertébrale sombre. Sa face ventrale est brun grisâtre foncé ou jaunâtre avec des stries longitudinales sombres.

## Étymologie
Son nom d'espèce lui a été donné en l'honneur de A. H. Jicar qui a collecté les premiers spécimens analysés.

## Publication originale
- Boulenger, 1903 : Descriptions of new lizards in the collection of the British Museum. Annals and magazine of natural history, ser. 7, vol. 12, p. 429-435 (texte intégral).